# Miloš Ražnatović
Miloš Ražnatović ist ein montenegrinischer Handballschiedsrichter.
Gemeinsam mit seinem Partner Ivan Pavićević bildet Ražnatović ein Schiedsrichtergespann. Zusammen leiteten sie Spiele bei allen großen internationalen Turnieren in der jüngeren Vergangenheit, darunter bei der Weltmeisterschaft 2017 in Frankreich, bei der Weltmeisterschaft der Frauen 2017 in Deutschland, bei der Weltmeisterschaft 2019 in Dänemark und Deutschland, bei der Europameisterschaft 2020 in Norwegen, Österreich und Schweden, bei der Weltmeisterschaft 2021 in Ägypten, bei der Europameisterschaft 2022 in Ungarn und der Slowakei, bei der Weltmeisterschaft 2023 in Polen und Schweden sowie bei der Europameisterschaft 2024 in Deutschland. Zudem sind sie regelmäßig in der EHF Champions League im Einsatz.
Darüber hinaus waren Pavićević und Ražnatović im Rahmen einer Kooperation der Kontinentalverbände bei der Handball-Asienmeisterschaft 2018 im Einsatz und leiteten bei dieser insgesamt sechs Spiele, darunter ein Halbfinale sowie das Finale zwischen Katar und Bahrain (33:31).
Am 27. September 2022 leiteten Pavićević und Ražnatović das Finale des Arabien-Cups 2022 zwischen Espérance Sportive de Tunis und Zamalek SC (29:28).
Ražnatović stammt aus Cetinje. Bis 2022 war er Vorsitzender der Demokratischen Partei der Sozialisten Montenegros in Cetinje.